# Rione Aldisio
Il Rione Aldisio (o Villaggio Aldisio,  Villaggiu Addisiu in dialetto messinese) è un quartiere di Messina, situato nella Circoscrizione III, a monte del rione Gazzi, tra la strada di raccordo dello svincolo autostradale della tangenziale e il rione Gescal San Filippo, a circa 3 km a sud del centro cittadino.

## Storia
Il suo nome deriva da quello di Salvatore Aldisio, ministro dei Lavori pubblici del VII governo De Gasperi che s'adoperò per la ricostruzione postbellica della città di Messina.
Il rione Aldisio è sorto alla fine degli anni 50 del XX secolo col nome di "villaggio Aldisio".
Da contrada agricola a monte del rione Gazzi, nel secondo dopoguerra venne destinata a zona di espansione di edilizia popolare per la ricostruzione della città di Messina. Alle prime palazzine nel giro di un decennio ne vennero aggiunte molte altre, costruite per l'eliminazione di siti baraccati della zona nord della città. 

## Infrastrutture e trasporti
Villaggio Aldisio è lambito a nord dal Viale Gazzi, la strada che collega l'area di Gazzi all'autostrada A20 e a Bordonaro. Questa strada, che corre sopra il torrente Gazzi, segna il confine tra il quartiere e il Santo.
Varie linee di autobus, gestite da ATM, collegano Villaggio Aldisio ai quartieri limitrofi e al centro di Messina.